# Ram Jam
Ram Jam foi uma banda americana de rock formada em Nova Iorque no ano de 1977, mais conhecida pelo seu single gravado em 1977, "Black Betty".
Os integrantes foram Bill Bartlett (guitarra), Pete Charles (bateria), Myke Scavone (vocal), e Howie Arthur Blauvelt (baixo).

## Discografia
- Ram Jam (1977)
- Portrait of the Artist as a Young Ram (1978)
- The Very Best of Ram Jam (1990)
- Golden Classics (1996)